# Unio'n

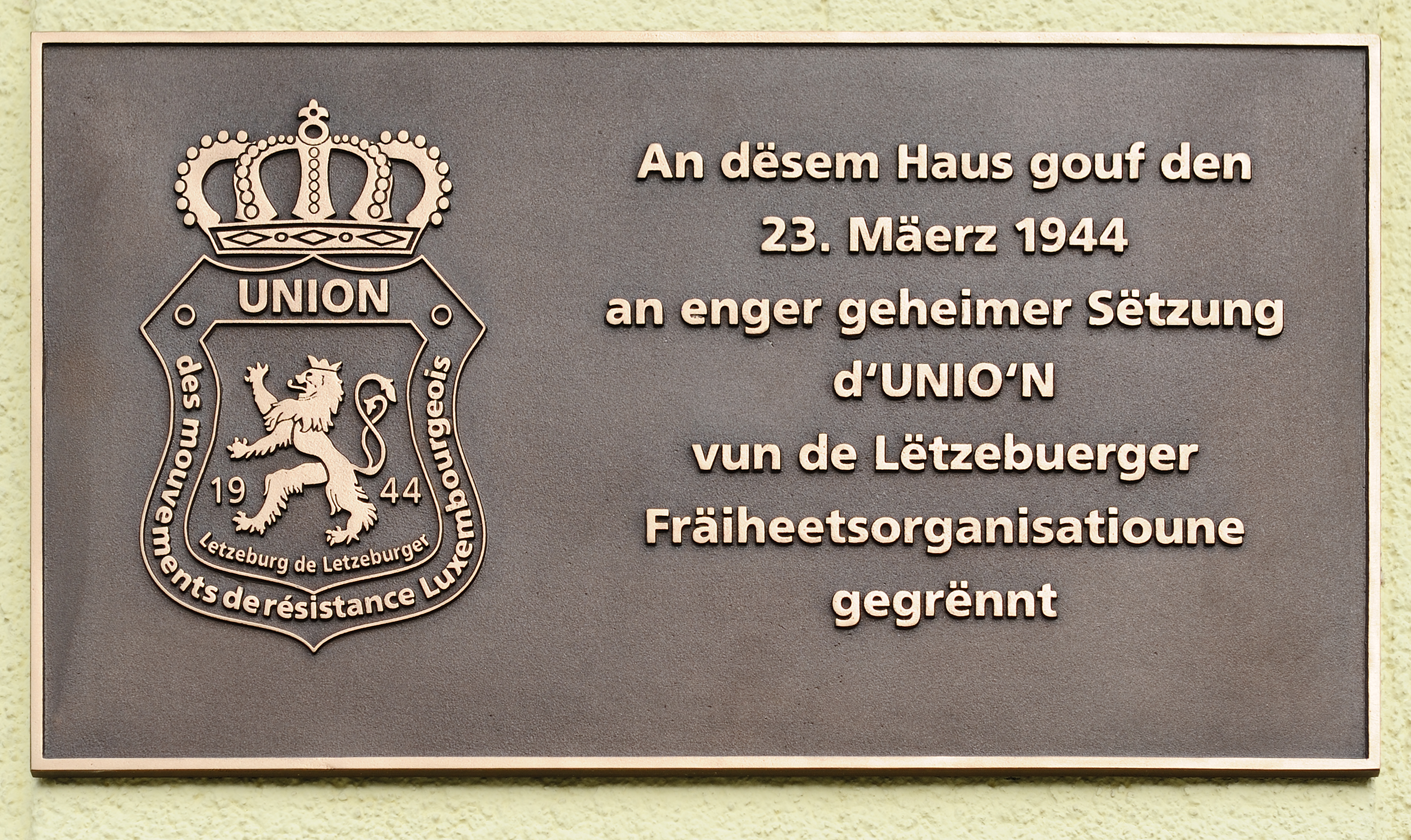
Plaque commémorative de la création de l'Unio'n

L'Unio'n vun de Fräiheetsorganisatiounen ou tout simplement Unio'n est une organisation composée de membres de la résistance luxembourgeoise fondée au cours de la seconde Guerre mondiale.

## Histoire
Fondée le 23 mars 1944, l'Unio'n naît de la fusion de trois mouvements de résistance luxembourgeois, la Ligue des Patriotes Luxembourgeois (LPL), la Légion Populaire Luxembourgeoise (LVL) et le Lion Rouge Luxembourgeois (LRL) sous l'impulsion du résistant Lucien Dury, à la tête de la Légion Populaire Luxembourgeoise. Les mouvements de résistance sont en ce temps-là affaiblis par les raids et les arrestations de la Gestapo, et leur but est alors de créer un mouvement pouvant constituer un organe représentatif à la libération. 
Le 9 septembre 1944, date de la libération, l'Unio'n et son organisation paramilitaire (la Miliz) aide les Américains à maintenir l'ordre dans le pays et s'arroge certains droits régaliens. Constituée de 12 à 15 000 membres au total, l'Unio'n arrête et interne plus de 3 000 personnes accusées de collaboration avec les Allemands entre septembre et octobre 1944. 
Un gouvernement temporaire assume le contrôle du pays après la libération. Au retour de l'ancien gouvernement, qui se trouvait en exil, des membres de l'Unio'n sont inclus dans le nouveau plan politique du pays et contribuent à la création d'une conscience identitaire nationale.
L'Unio'n continue d'exister à la fin de la guerre en tant qu'association dont le but est de faire vivre la mémoire de la résistance active des années 1940-1945. En 2011, elle compte environ 150 membres. En mars de la même année, une plaque commémorative est installée devant la maison où l'Unio'n a été créée à Bonnevoie.